# Marlene Lawston
Marlene Lawston (* 1. Januar 1998 im Westchester County, New York) ist eine US-amerikanische Schauspielerin. 

## Leben und Karriere
Sie debütierte 2005 in dem Thriller Flightplan – Ohne jede Spur, wo sie Julia, die sechs Jahre alte Tochter Jodie Fosters spielte, die an Bord eines Flugzeugs entführt wurde. 2006 hatte sie als Julie Grant eine Nebenrolle in einer Episode der Fernsehserie Law & Order (Thinking Makes It So). 2007 spielte sie im Kinofilm Dan – Mitten im Leben! Steve Carells Tochter Lilly Burns.

## Filmografie
- 2003: Blue’s Clues – Blau und schlau (Blue’s Clues, Fernsehserie, eine Folge)
- 2005: Flightplan – Ohne jede Spur (Flightplan)
- 2006: Law & Order (Fernsehserie, eine Folge)
- 2007: Dan – Mitten im Leben! (Dan in Real Life)
- 2010: Blue Bloods – Crime Scene New York (Blue Bloods, Fernsehserie, eine Folge)